# Signiphora tumida
Signiphora tumida är en stekelart som beskrevs av De Santis 1973. Signiphora tumida ingår i släktet Signiphora och familjen långklubbsteklar. Inga underarter finns listade i Catalogue of Life.